# Andrés Tello
Andrés Felipe Tello Muñóz (Medellín, Antioquia, Colombia, 6 de septiembre de 1996) es un futbolista colombiano. Juega de centrocampista y su equipo actual es el Unione Sportiva Salernitana 1919 de la Serie B de Italia. 

## Trayectoria

### Envigado FC
Tello empezó en las divisiones inferiores del Envigado FC, conocida como una de las canteras más importantes de Colombia por la cantidad de jugadores talentosos que han salido. Gracias a sus buenas actuaciones, Tello pasaría a jugar con el equipo mayor del Envigado, con el que debutaría con solo 17 años ante el Independiente Medellín el 10 de abril de 2014. Andrés Tello jugaría 16 partidos en el año con el Envigado, con el que anotaría 1 solo gol ante el Alianza Petrolera; gracias a la destacada actuación del juvenil con el club paisa, muchos equipos europeos lo querían para formar parte de sus filas, equipos como la Juventus o el Cagliari de Italia.

### Juventus Primavera
Andrés Felipe Tello se convirtió en el primer jugador del equipo nacional que juega el Suramericano en Uruguay en ser transferido a Europa y, como si fuera poco, en el primer colombiano en ser contratado por el popular club de Turín. Según la prensa italiana, los directivos de la Juventus están encantados con Tello y aseguran que es un jugador muy parecido a Lichtsteiner. Creen que el colombiano tiene una gran proyección a futuro, y además brinda espacios por las bandas, tiene muy buen técnica para dominar el balón y pasa constantemente al ataque, convirtiéndose en un jugador con características integrales. Tello, de 18 años, jugará hasta junio con el equipo de jóvenes de la 'Juve', donde tendrá como misión adaptarse al país europeo y a su fútbol. De cara a la próxima temporada está previsto que pase a formar parte del primer equipo de la 'Vecchia Signora'.

### Juventus
El 25 de julio del 2015 debutó aunque no oficialmente en un partido amistoso contra el Borussia Dortmund donde empezó de titular y salió en el principio del segundo tiempo donde se convirtió en el primer colombiano en jugar para la Juventus. El 8 de agosto sería campeón de la Supercopa de Italia 2015 estando de suplente y consiguiendo su primer título con el equipo de Turin.

### Cagliari
El 25 de agosto del 2015 sería confirmada su cesión al Cagliari de la Serie B por parte del Juventus con opción de compra. 
Su primer gol sería el 9 de diciembre en la victoria 1-3 como visitantes al Virtus Lanciano marcando un golazo de chilena. Se iría del equipo en la temporada con dos goles en 26 partidos siendo campeón de la Serie B y clasificando a la Serie A.

### Empoli
El 4 de julio se oficializa su cesión por un año al Empoli. Debutaría el 21 de agosto en la derrota por la mínima frente a la Sampdoria jugando el primer tiempo.

### Bari
El 17 de julio es confirmada su cesión por un año al Bari de la Serie B de Italia. Su primer gol lo marca el 3 de septiembre cumpliendo la ley del ex en la derrota 3-2 en casa del Empoli.

### Benevento
El 13 de julio de 2018 es confirmada su venta al Benevento de la Serie B de Italia por 3 millones de euros con una opción de re compra por parte de la Juventus, firmando contrato hasta el año 2021. Debuta el 5 de agosto como titular en la victoria 3 por 1 sobre Imolese por la Copa Italia. El 11 de agosto le da la victoria a su club 2-1 en el tiempo extra en casa de Udinese. Marca gol el 16 de septiembre en la victoria 3 a 2 como visitantes contra Venezia. El 29 de junio se coronaría campeón de la temporada 2019-20 con siete fechas de anticipación siendo su segundo título en dicho torneo. El 24 de julio vuelve a marcar gol en la victoria 3 por 2 en su visita al Frosinone.
El 23 de mayo de 2021 marca su primer gol de la temporada en la última fecha del campeonato italiano dándole el empate a su club 1-1- en su visita al Torino, al final descenderían a la segunda división.

## Selección nacional

### Categoría inferiores
Con el Seleccionado sub-20 de Colombia disputó el Torneo Esperanzas de Toulon 2014, donde jugó con la selección los 3 partidos del torneo. En diciembre de 2014, Tello es convocado por Carlos "El Piscis" Restrepo para disputar el Campeonato Sudamericano sub-20 de 2015 realizado en Uruguay.
Fue seleccionado por Carlos Restrepo Isaza para el plantel de 23 hombres que disputaron la Copa Mundial de Fútbol Sub-20 de 2015 que tuvo lugar en Nueva Zelanda.

#### Participaciones internacionales
| Campeonato                | Sede          | Resultado        | Partidos | Goles |
| ------------------------- | ------------- | ---------------- | -------- | ----- |
| Sudamericano Sub-17 2013  | Argentina     | Fase de grupos   | 2        | 0     |
| Esperanzas de Toulon 2014 | Francia       | Fase de grupos   | 4        | 0     |
| Sudamericano Sub-20 2015  | Uruguay       | Subcampeón       | 8        | 0     |
| Sudamericano Sub-20 2015  | Nueva Zelanda | Octavos de final | 4        | 0     |

## Estadísticas
| Club                   | Div                 | Temporada           | Liga  | Liga  | Copa Nacional | Copa Nacional | Copa Internacional | Copa Internacional | Total | Total | Prom. · |
| Club                   | Div                 | Temporada           | Part. | Goles | Part.         | Goles         | Part.              | Goles              | Part. | Goles | Prom. · |
| ---------------------- | ------------------- | ------------------- | ----- | ----- | ------------- | ------------- | ------------------ | ------------------ | ----- | ----- | ------- |
| Envigado FC · Colombia | 1ª                  | 2014                | 16    | 1     | 3             | 0             | -                  | -                  | 19    | 1     | 0,06    |
| Envigado FC · Colombia | Total               | Total               | 16    | 1     | 3             | 0             | 0                  | 0                  | 19    | 1     | 0,06    |
| Cagliari · Italia      | 2ª                  | 2015-16             | 24    | 2     | 2             | 0             | -                  | -                  | 26    | 2     | 0,07    |
| Cagliari · Italia      | Total               | Total               | 24    | 2     | 2             | 0             | 0                  | 0                  | 26    | 2     | 0,07    |
| Empoli · Italia        | 1ª                  | 2016-17             | 18    | 0     | 2             | 0             | -                  | -                  | 20    | 0     | 0,00    |
| Empoli · Italia        | Total               | Total               | 18    | 0     | 2             | 0             | 0                  | 0                  | 20    | 0     | 0,00    |
| Bari · Italia          | 2ª                  | 2017-18             | 32    | 1     | 2             | 0             | -                  | -                  | 34    | 1     | 0,02    |
| Bari · Italia          | Total               | Total               | 32    | 1     | 2             | 0             | 0                  | 0                  | 34    | 1     | 0,02    |
| Benevento · Italia     | 2ª                  | 2018-19             | 30    | 1     | 4             | 1             | -                  | -                  | 34    | 2     | 0,05    |
| Benevento · Italia     | 2ª                  | 2019-20             | 27    | 2     | 1             | 2             | -                  | -                  | 28    | 4     | 0,14    |
| Benevento · Italia     | 1ª                  | 2020-21             | 17    | 1     | 1             | 0             | -                  | -                  | 18    | 1     | 0,05    |
| Benevento · Italia     | 2ª                  | 2021-22             | 36    | 7     | 1             | 0             | -                  | -                  | 37    | 7     | 0,18    |
| Benevento · Italia     | 2ª                  | 2022-23             | 28    | 5     | 1             | 0             | -                  | -                  | 29    | 5     | 0,17    |
| Benevento · Italia     | 3ª                  | 2023-24             | 9     | 0     | 0             | 0             | -                  | -                  | 9     | 0     | 0,0     |
| Benevento · Italia     | Total               | Total               | 147   | 16    | 8             | 3             | 0                  | 0                  | 155   | 19    | 0,12    |
| Catania FC · Italia    | 3ª                  | 2023-24             | 9     | 0     | 0             | 0             | -                  | -                  | 9     | 0     | 0,0     |
| Catania FC · Italia    | Total               | Total               | 9     | 0     | 0             | 0             | 0                  | 0                  | 9     | 0     | 0,0     |
| Salernitana · Italia   | 2ª                  | 2024-25             | 4     | 0     | 0             | 0             | -                  | -                  | 4     | 0     | 0,0     |
| Salernitana · Italia   | Total               | Total               | 4     | 0     | 0             | 0             | 0                  | 0                  | 4     | 0     | 0,0     |
| Total en su carrera    | Total en su carrera | Total en su carrera | 250   | 20    | 17            | 3             | 0                  | 0                  | 267   | 23    | 0,09    |

## Palmarés

### Títulos nacionales
| Título              | Club      | País   | Año     |
| ------------------- | --------- | ------ | ------- |
| Supercopa de Italia | Juventus  | Italia | 2015    |
| Serie B             | Cagliari  | Italia | 2015-16 |
| Serie B             | Benevento | Italia | 2019-20 |